# Apremilast
Apremilast, vendido bajo la marca Otezla entre otros, es un medicamento que se utiliza para tratar la psoriasis en placas, la artritis psoriásica y la enfermedad de Behçet. Se usa como alternativa cuando otros tratamientos no son efectivos. Se administra por vía oral.
Los efectos secundarios comunes incluyen diarrea, náuseas, resfriado común y dolores de cabeza. Otros efectos secundarios pueden incluir depresión y pérdida de peso. Se desconoce la seguridad durante el embarazo, ya que existe evidencia de daño en otros animales. Es un inhibidor de la enzima fosfodiesterasa 4 (PDE4) que produce una disminución de las citoquinas.
Apremilast fue aprobado para uso médico en los Estados Unidos en 2014 y en Europa en 2015. En el Reino Unido, 4 semanas de tratamiento cuestan al NHS alrededor de £ 550 a partir de 2021. En los Estados Unidos, esta misma cantidad cuesta unos 4.100 dólares.